# ありがとうの輪
『ありがとうの輪』(ありがとうのわ)は日本の歌手絢香の3作目の配信限定シングル

## 解説
シングルとしては『beautiful/ちいさな足跡』より、約8ヶ月ぶりとなる。
本作は『ネスレ キットカット』が、日本発売から40周年を迎えるにあたり、「ありがとう & Have a break®」をテーマにした40周年記念キャンペーンのキャンペーンソングとして絢香が起用されることとなり、今回の企画のために制作された楽曲となる。
「ありがとうの輪」は前述通り、「ネスレ キットカット」のキャンペーンソングとして書き下ろされた楽曲であり、絢香自身も大事にしていると言う「ありがとう」をテーマとして、身近な人々に対する感謝の気持ちをストレートな歌詞で描いた楽曲となり、Twitterにて「ありがとうを一番に言いたい人は誰ですか？」と投げ掛け、それに返事したファンからの声も参考にしながらワンテーマに絞って楽曲を制作したのだと言う。テーマを1つだけに絞って制作したのは絢香としては初の事であったと言う。
また、本作はAR機能を利用し、キットカットの個包装、外包装に専用アプリを起動させた状態のスマートフォンーあてることで、絢香が「キットカット」をステージに3Dライブ形式で本楽曲が披露される形の仕様が成されている。
絢香は本楽曲について「私にとって「ありがとう」と言う言葉は魔法のような言葉だと思っています。言われた時や伝えた時に見せる笑顔や喜び、相手のために何かを出来たと思える、そんな想いが生まれるとても大切な言葉だなって常々思う言葉ですね。今回、「ありがとう」をテーマに絞って書いたのは初めてで、最初はどう書いていこうかかなり悩み抜きましたが、「この言葉には、優しい気持ちがぐんぐん大きく広がっていくようなイメージがあるな。」って思って、この言葉で伝えた方も、言われた方も双方が優しい気持ちになり、そこから光となって広がって繋がりが生まれると良いなと言う願いを込めて、『ありがとうの輪』と言うタイトルで曲を仕上げていきました。」。
歌詞に関しては、考え抜いた末、シンプルかつストレートに伝わる言葉と、素直な気持ちを歌詞にしようと思ったことと、まず自分自身が誰に伝えたいかを思った時に真っ先に絢香の母親が思い浮かび、母に向けて書こうと思い付いて作詞をしていったのだと言う。

## 収録曲
1. ありがとうの輪 (5:12)
作詞・作曲：絢香 / 編曲：松浦晃久
『ネスレ キットカット』発売40周年記念キャンペーンソング。
チョーヤ梅酒「チョーヤ 夏梅」CMソング